# Augustyn Schoeffler
Św. Augustyn Schoeffler (ur. 22 listopada 1822 r. w Mittelbronn we Francji – zm. 1 maja 1851 r. w Sơn Tây w Wietnamie) – ksiądz, misjonarz, męczennik, święty Kościoła katolickiego.
Jako młody seminarzysta został tercjarzem dominikańskim. 9 października 1846 r. wstąpił do Stowarzyszenia Misji Zagranicznych (Missions Etrangères de Paris). Święcenia kapłańskie przyjął 29 maja 1847 r. Wkrótce po tym udał się na misje do Wietnamu. Podczas prześladowań został uwięziony w marcu 1851 r. Został ścięty 1 maja 1851 r.
Beatyfikowany 27 maja 1900 r. przez Leona XIII. Kanonizowany przez Jana Pawła II 19 czerwca 1988 r. w grupie 117 męczenników wietnamskich.